# Deense literatuur

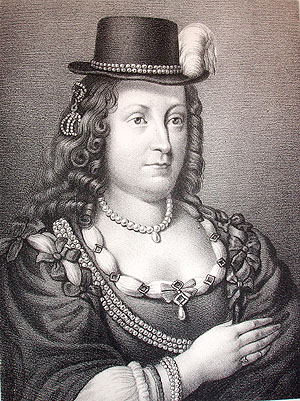
Leonora Christina Ulfeldt 1621-1698

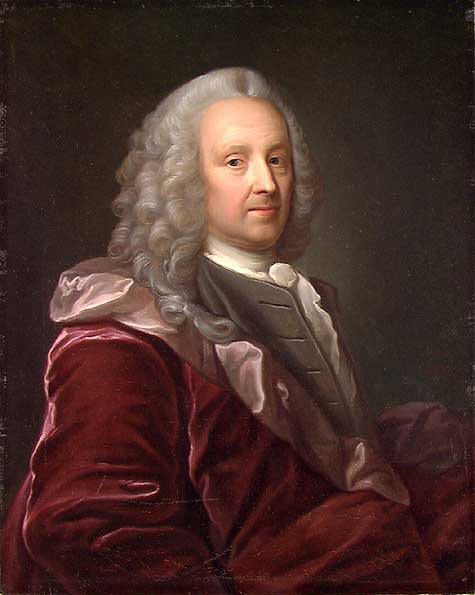
Ludvig Holberg 1684-1754

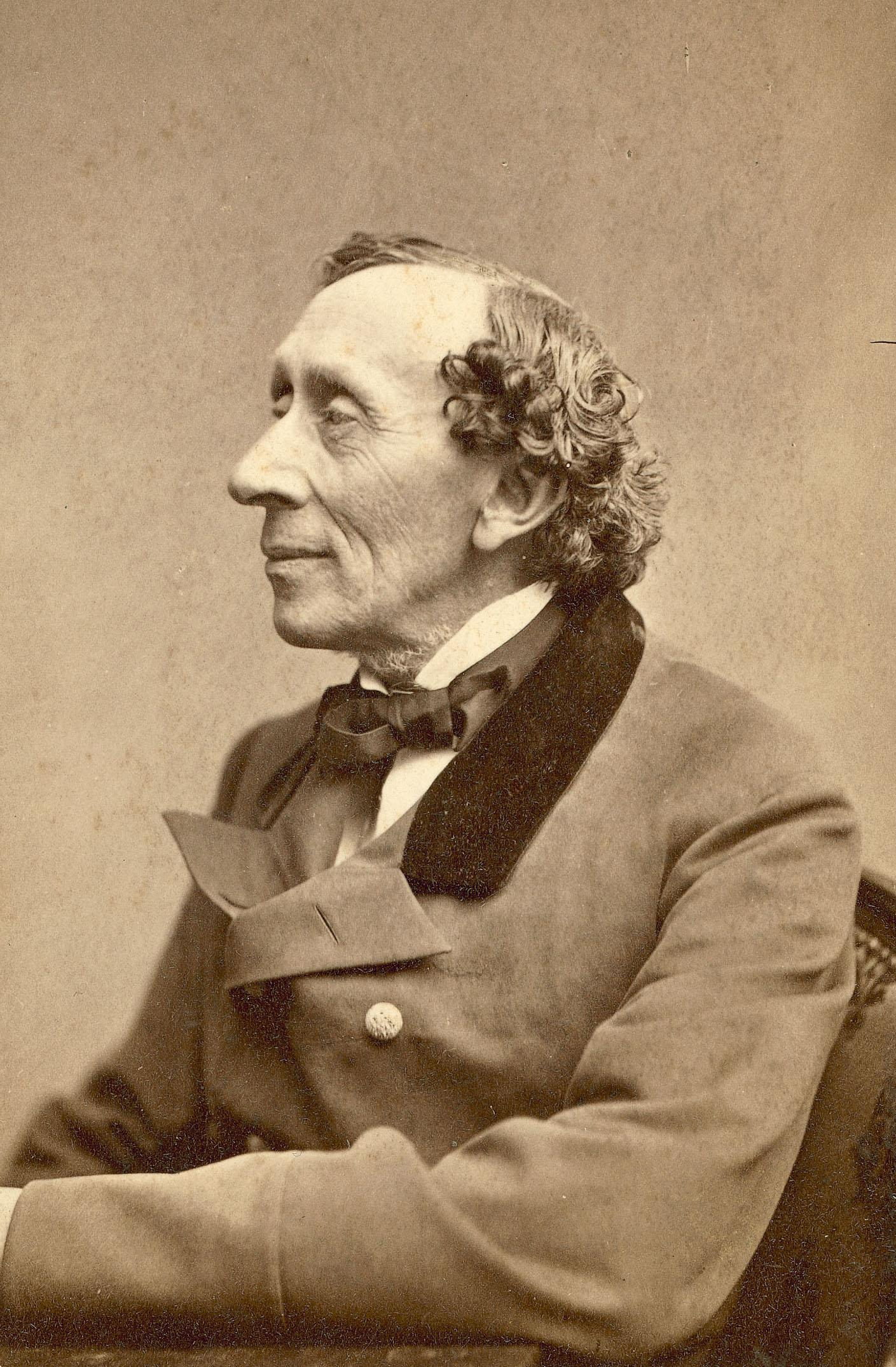
H.C. Andersen 1805-1875

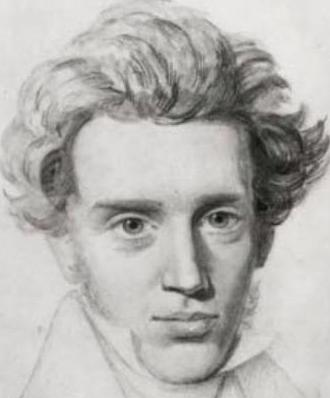
Søren Kierkegaard 1813-1855

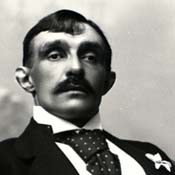
Herman Bang 1857-1912

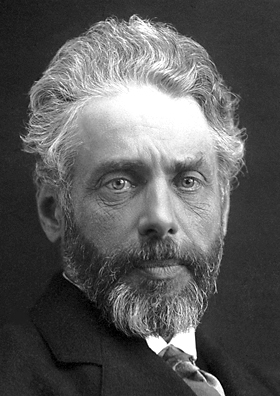
Henrik Pontoppidan 1857-1943
Nobelprijs 1917

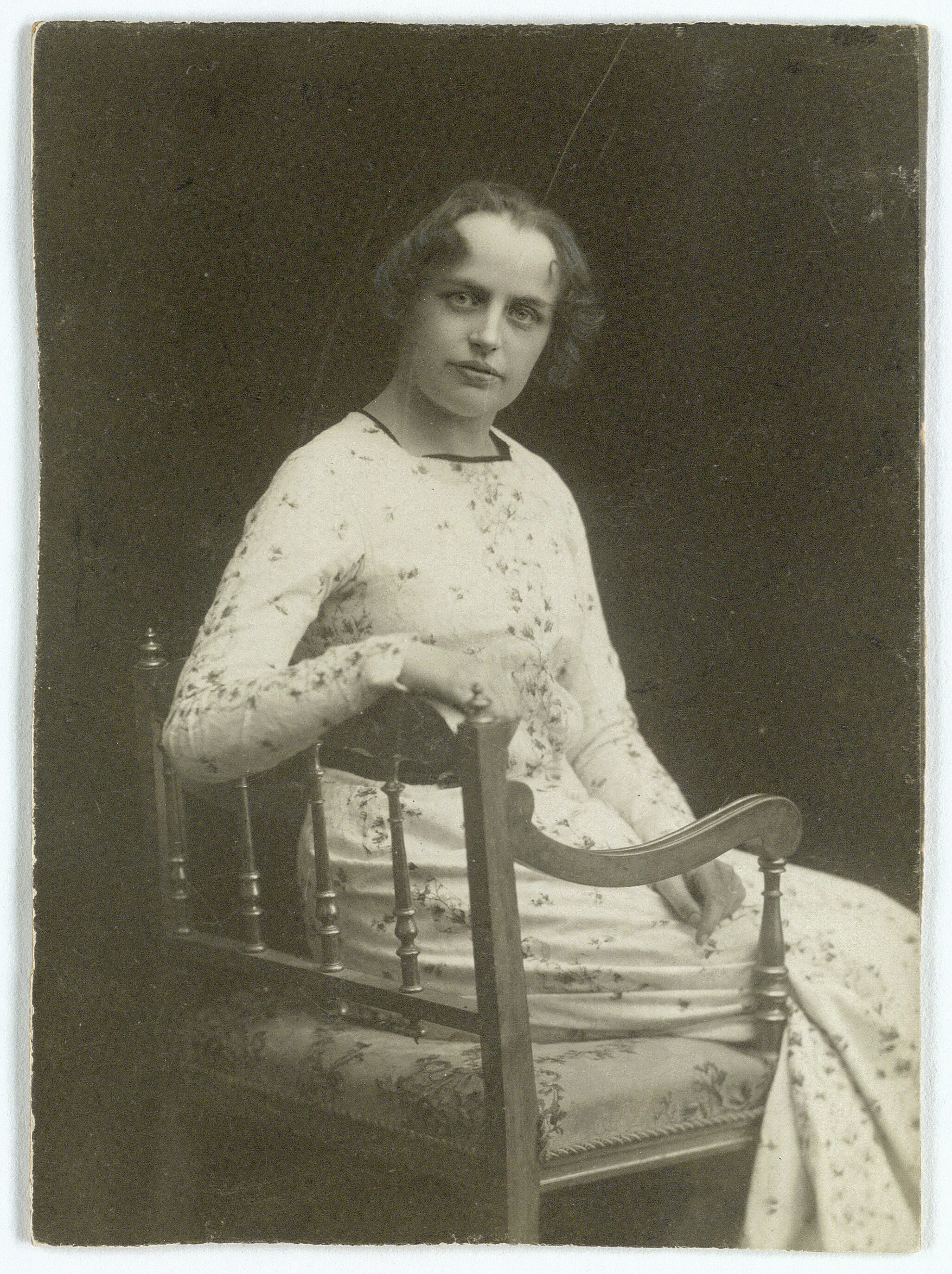
Agnes Henningsen 1868-1962

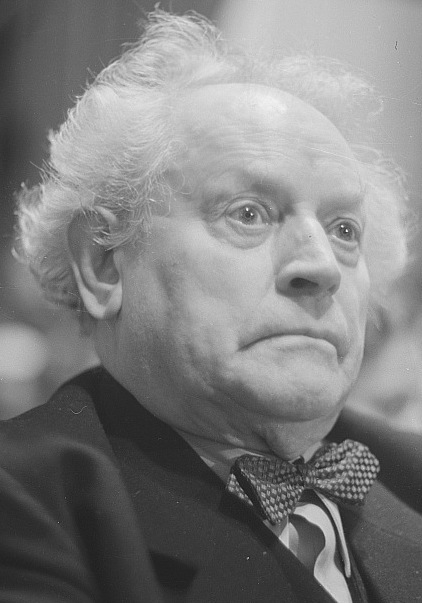
Martin Andersen Nexø 1869-1954

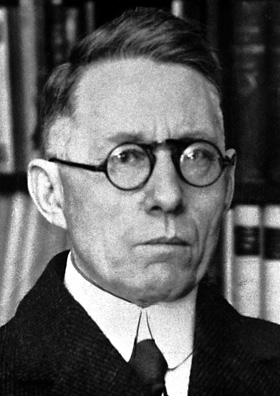
Johannes V. Jensen 1873-1950
Nobelprijs 1944

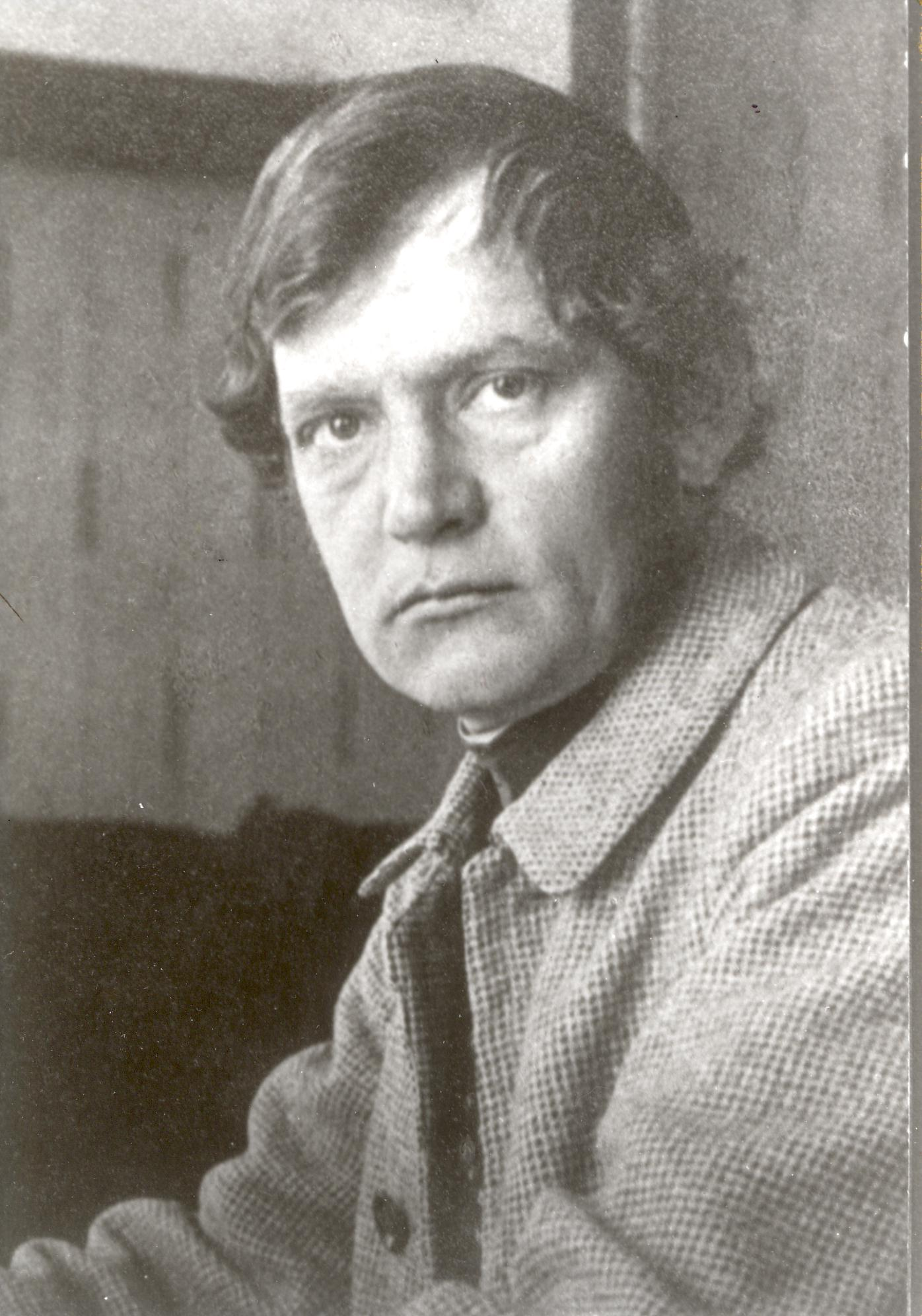
Harald Kidde 1878-1918

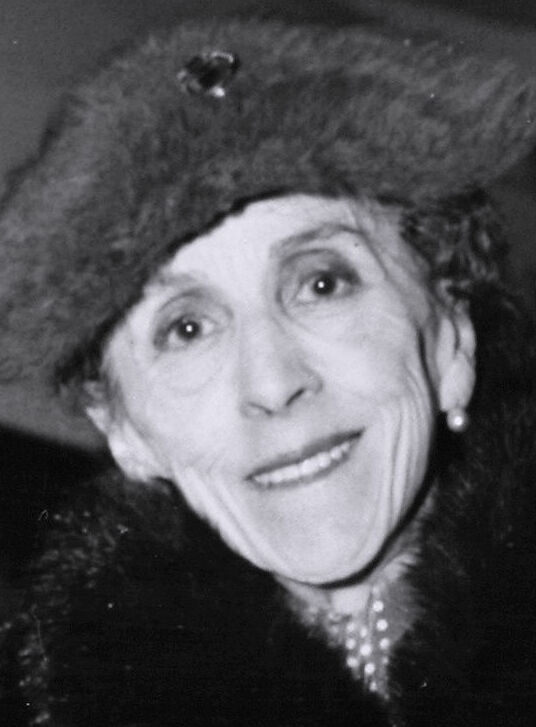
Karen Blixen 1885-1962

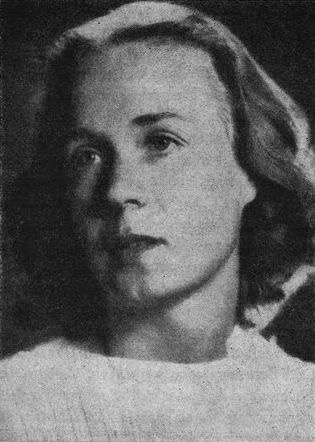
Tove Ditlevsen 1917-1976

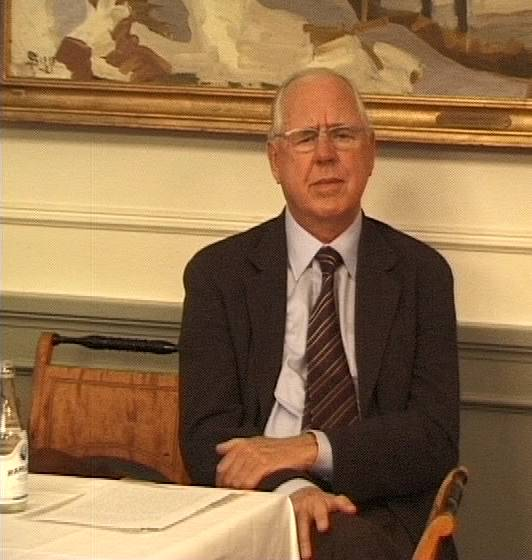
Klaus Rifbjerg 1931-2015

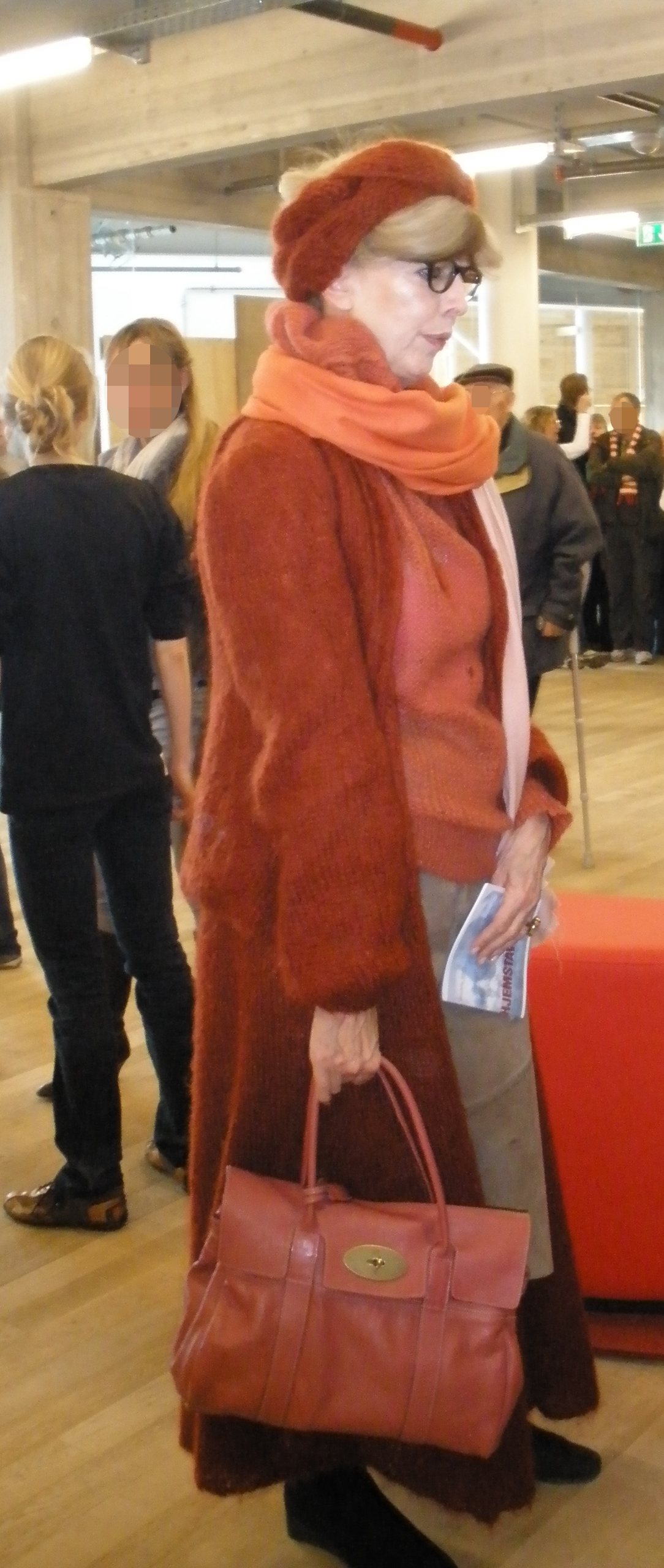
Suzanne Brøgger 1944

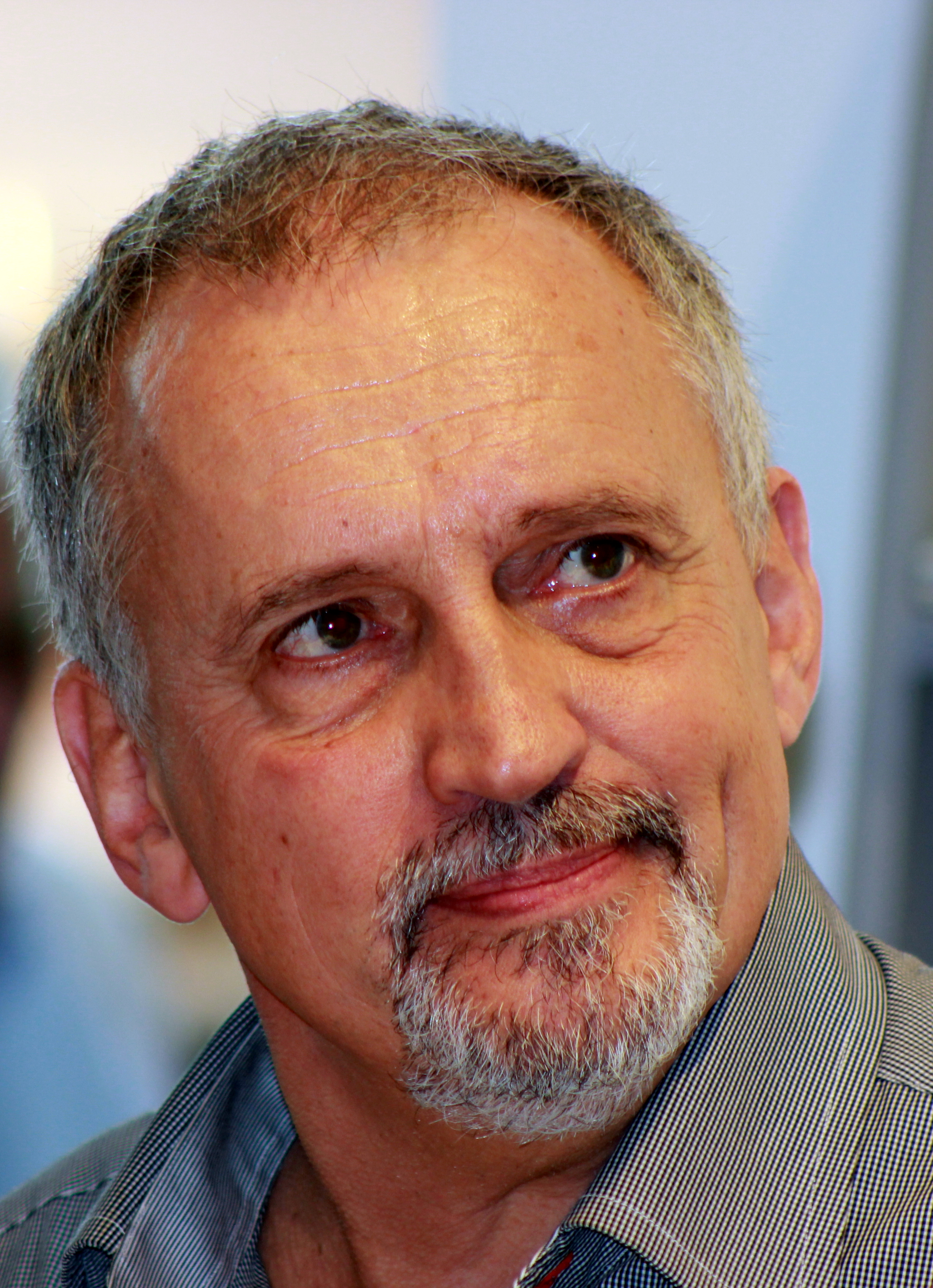
Jussi Adler-Olsen 1950

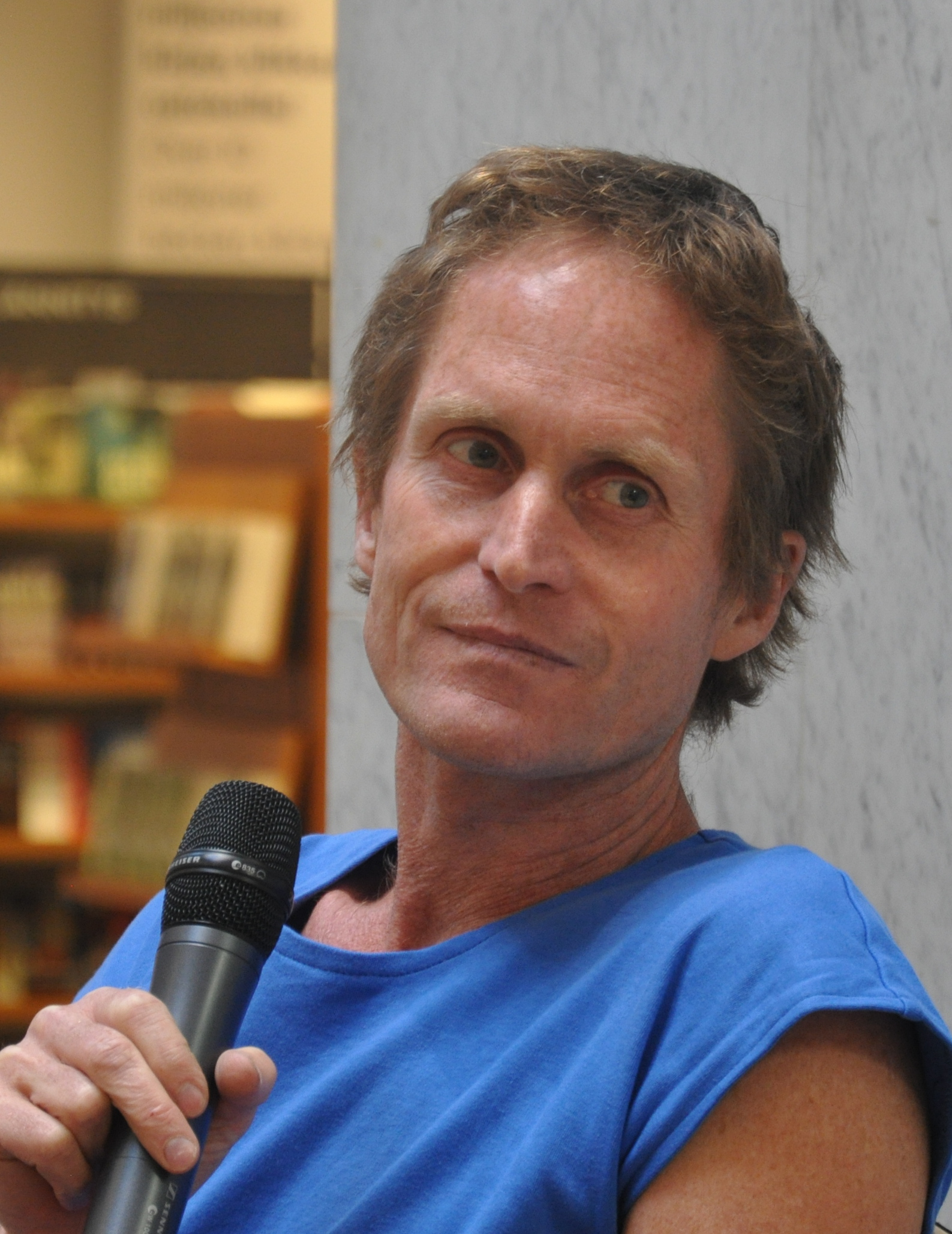
Peter Høeg 1957

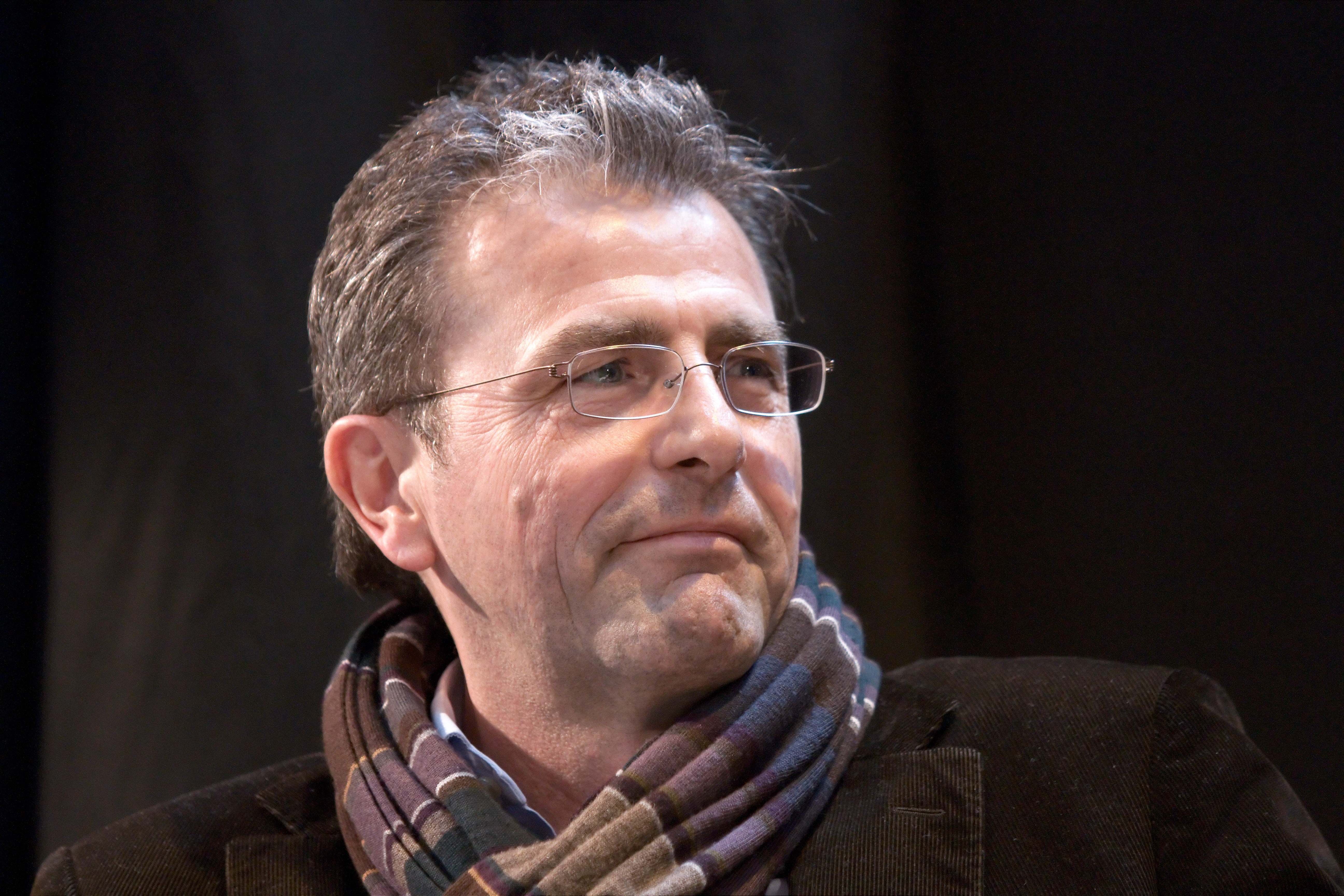
Jens Christian Grøndahl 1959

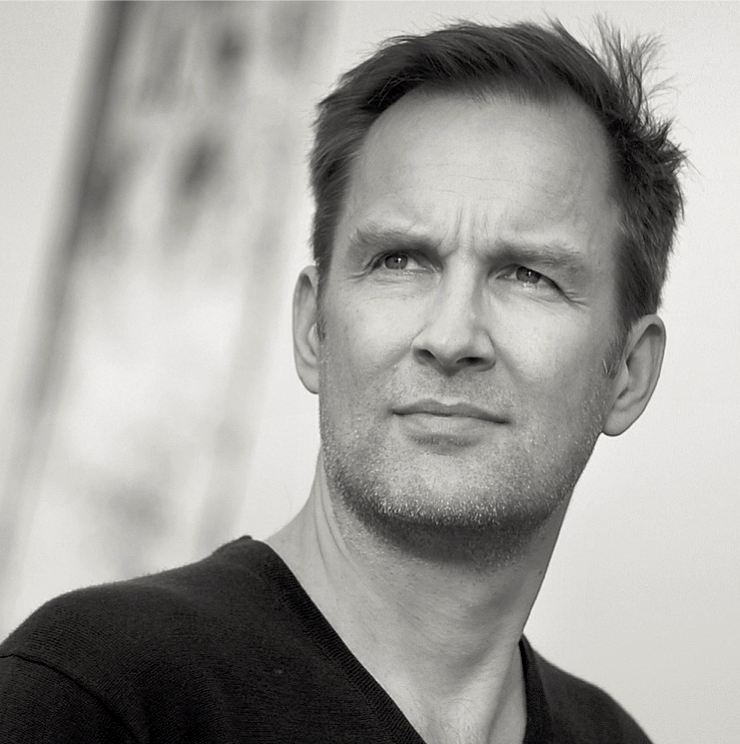
Christian Jungersen 1962

De term Deense literatuur wordt gebruikt voor literatuur uit Denemarken en/of in het Deens en/of geschreven door Denen.

## Middeleeuwen
Over de vroegste geschiedenis van de Deense literatuur is zeer weinig bekend. Het enige wat bewaard is gebleven zijn enkele losse runeninscripties. Tijdens de Deense middeleeuwen werden er hoofdzakelijk christelijke werken in het Latijn geschreven. De bekendste auteur uit deze tijd is Saxo Grammaticus, die vermoedelijk de Gesta Danorum heeft geschreven. Daarnaast schreven ook de cantor Morten Børup en de aartsbisschop Anders Sunesen in het Latijn. Peder Laale legde een verzameling aan van spreekwoorden in het Latijn en Deens.

## 16e en 17e eeuw
Van echte literatuur in de Deense volkstaal was pas sprake tegen het einde van de middeleeuwen. Van de volksliederen uit deze tijd is vrij veel bewaard gebleven, doordat Anders Sørensen Vedel in 1591 een bundel uitgaf. De eerste helft van de 16e eeuw werd ook in Denemarken gedomineerd door religieuze problemen. De voornaamste tegenstanders van die tijd waren enerzijds Hans Tausen, die een volgeling van Maarten Luther was, en anderzijds Poul Helgesen, die Luther bestreed en zowel in het Latijn als in het Deens humanistische werken in de geest van Desiderius Erasmus schreef. Ook Erasmus Laetus (Rasmus Glad) schreef humanistische poëzie in het Latijn. Andere belangrijke Deense literaire werken uit deze tijd zijn de Bijbelvertaling uit 1550 van Christiern Pedersen, het Visitatsbog van Peter Palladius en de psalmen van H.Chr. Sthen. De bekendste Deense toneelschrijver uit de eerste helft van de 16e eeuw is Hieronimus Justesen Ranch, die naast een moraliserend natuurgedicht drie komische drama's schreef.
In de tweede helft van de 16e en in de 17e eeuw kreeg de humanistische wetenschap de overhand in Denemarken. Deze werd vertegenwoordigd door onder meer Tycho Brahe, Ole Rømer, Nicolaus Steno en Thomas Bartholin, en door Deense historiografen als Anders Sørensen Vedel, Claus Christoffersen Lyschander en Arild Huitfeldt. Ole Worm hield zich bezig met archeologie en runologie, Peder Syv met taalkunde en grammatica. Anders Arrebo, Søren Terkelsen en Anders Christensen Bording kunnen als vertegenwoordigers van de vroege Deense barokpoëzie worden gezien, terwijl Thomas Kingo een typische vertegenwoordiger van de hoogbarok is.
Het belangrijkste prozawerk uit deze periode vormen de memoires van Leonora Christina Ulfeldt, dochter van koning Christian IV, Jammers Minde (Herinneringen aan mijn ellende). Zij schreef deze naar aanleiding van haar opsluiting wegens landverraad op Hammershus (17 maanden) en in de Blauwe toren in Kopenhagen (21 jaar). Dit werk was een persoonlijk geschrift voor haar kinderen en werd pas in 1869 (dus ca. 200 jaar later) vrijgegeven. Het is opgenomen in de Deense literaire canon.

## 18e en 19e eeuw
De Deense literatuur uit de periode van de Verlichting wordt vooral gekenmerkt door het classicisme, een stroming die in zowel de literatuur als andere kunstvormen een tegenreactie op de barok was. Binnen de Deense literatuur zijn de voornaamste vertegenwoordigers van deze periode de komedieschrijver Ludvig Holberg en iets later de schrijver en dichter Johannes Ewald, wiens werk al enige kenmerken van de romantiek vertoont.

### Deense Gouden Eeuw
De echte romantiek werd echter vanuit Duitsland naar Denemarken geïmporteerd door Henrik Steffens, waarna Adam Oehlenschläger de belangrijkste vertegenwoordiger van deze stroming werd. Belangrijke literaire vertegenwoordigers van de romantiek in de vroege negentiende eeuw (de Deense Gouden Eeuw) zijn verder Hans Christian Andersen die wereldberoemd werd als schrijver van sprookjes, Frederik Paludan-Müller, de lyrische dichters Christian Winther, Emil Aarestrup en Ludvig Bødtcher en (vanaf 1840) de internationaal invloedrijke filosoof Søren Kierkegaard en Meïr Aron Goldschmidt. Svend Grundtvig gaf een verzameling van 539 historische, epische volksliederen uit, Danmarks gamle Folkeviser (v.a. 1853). Bernhard Severin Ingemann maakte het genre van de historische roman populair. Het werk van de schrijver-politicus Jens Schielderup Sneedorff is hoofdzakelijk van belang geweest voor de ontwikkeling van de Deense taal.

### Det Moderne Gennembrud
De Deense literaire romantiek ontwikkelde zich na 1850 nauwelijks meer. Pas twintig jaar later vond onder invloed van de criticus Georg Brandes – die voor een meer Europees gerichte literatuur pleitte en het literaire naturalisme in Denemarken introduceerde – weer een vernieuwing plaats die tot een nieuwe opbloei van de Deense literatuur leidde: "Det Moderne Gennembrud (De Moderne Doorbraak)". Het naturalisme in de Deense literatuur is vervolgens vooral goed terug te zien in het werk van Jens Peter Jacobsen, Henrik Pontoppidan en Herman Bang, een schrijver van burgerlijke romans die tevens de voornaamste vertegenwoordiger van het decadentisme in Denemarken is.
Daarnaast klonk in dezelfde periode het maatschappijkritische geluid van een roman- en toneelschrijver als Gustav Wied, die volop de strijd aanbond met het gezapige burgerdom. Zijn verhaal De unge og de gamle (De jonge en de oude) bracht hem zelfs in de cel.
Na 1890 bloeide dankzij de symbolistische neoromantiek ook de lyriek weer op, met dichters als Johannes Jørgensen, Sophus Claussen, Viggo Stuckenberg en Sophus Michaëlis.

## 20e en 21e eeuw
De 20e eeuw begon met een reeks reacties tegen de naturalistische beweging, die een meer nationaal karakter had. In deze periode was er ook een tendens naar een regionale literaire benadering, zoals de teksten van het echtpaar Jeppe Aakjær (1866–1930) en Marie Bregendahl uit Jutland. 
Binnen het prozagenre werd het naturalisme voortgezet door onder anderen Martin Andersen Nexø, die met Pelle de Veroveraar (1906-1910) nieuwe grenzen verlegde door de arbeidersklasse te presenteren, en vooral door zijn portretten van werkende vrouwen. Een zeer klein, maar bewonderend publiek verwierven de filosofische en poëtische romans van Harald Kidde (1878-1918), die grote levensvragen aan de orde stelt aan de hand van schematische personages die als archetypen fungeren. Zijn Helten (De held) wordt tot de centrale romans in de Deense literatuur gerekend.
Agnes Henningsen, die contacten onderhield met Georg Brandes en Herman Bang, liet zich in haar eerste korte verhalen beïnvloeden door die van Bang. Later schokte ze het behoudende deel van de Deense natie met romans waaruit een vrijmoedige seksuele moraal sprak. Haar achtdelige memoires behoren tot de omvangrijkste in de Deense literatuur. Een van haar partners, Carl Ewald, heeft een uitgebreid literair oeuvre op zijn naam staan in vele genres, waaronder romans (ook historische), toneelstukken en sprookjesboeken. Hun zoon Poul Henningsen ontwikkelde zich (onder veel meer) tot een invloedrijk cultuurcriticus.  
Kort na 1900 was er in het Deense proza sprake van een nieuwe opbloei van het realisme, dat gedeeltelijk een verdere voortzetting van het naturalisme vormde maar daarnaast ook was beïnvloed door de psychologie. De voornaamste vertegenwoordigers van deze stroming zijn Martin Andersen Nexø en Johannes Vilhelm Jensen. Van Deens toneeldrama is in deze periode niet veel sprake.
Hoewel Denemarken niet meedeed aan de Eerste Wereldoorlog, is de invloed hiervan wel duidelijk terug te zien in zowel het Deense geestesleven als de literatuur, die in die tijd vooral lyrisch en tegelijkertijd expressionistisch was. De belangrijkste figuren uit deze tijd zijn Hans Hartvig Seedorff, Emil Bønnelycke en Tom Kristensen. Tijdens het interbellum was tevens sprake van een kortstondige heropleving van de Deense dramatiek, mede onder invloed van het Duits expressionisme. Als de belangrijkste Deense romanschrijvers van kort na de Eerste Wereldoorlog worden Jacob Paludan en Johannes Anker Larsen beschouwd.
Door zich meer op persoonlijke zorgen te richten, brachten Johannes Jørgensen (1866–1956) en Nobelprijswinnaar Johannes V. Jensen (1873–1950) een geheel nieuwe dimensie in de poëzie door de focus te verleggen van lyriek naar existentialisme. De lyrische dichtkunst was vanaf de jaren twintig sterk opgebloeid, met als leidende figuren Per Lange en Paul la Cour. Uit de jaren dertig moet vooral Nis Petersen worden genoemd – in wiens pessimistische novellen de onrust en angst voor de naderende catastrofe te zien is – evenals de zeer productieve toneelschrijver Kaj Munk, predikant van de Deense Volkskerk. Hij werd vanwege zijn openlijk uitgedragen principiële houding in het begin van 1944 door de Duitse bezetters vermoord.
Karen Blixen (1885–1962), die ook het pseudoniem Isak Dinesen gebruikte, schreef zowel in het Deens als in het Engels en hanteerde vaak een avontuurlijke stijl. Haar eerste succesvolle werk was het mysterieuze Seven Gothic Tales, gepubliceerd in de Verenigde Staten in 1934 en pas een jaar later in het Deens als Syv fantastische Fortellinger. Andere belangrijke werken zijn haar later verfilmde memoires Out of Africa ("Een lied van Afrika") uit 1937, die haar ervaringen in Kenia beschrijven, en de verhalenbundels Winter-Eventyr (1942) en Sidste Fortellinger (1957).
De Deense auteur Aksel Sandemose (1899-1965), die naar Noorwegen verhuisde, schreef in het Bokmål en behoort daarmee formeel niet tot de Deense literatuur. Toch geldt zijn roman En flyktning krysser sitt spor (Een vluchteling kruist zijn spoor) uit 1933 als een klassieker door de beschrijving van Deense kleinburgerlijkheid volgens de spreekwoordelijk geworden "Wet van Jante".

### Auteurs van de naoorlogse periode
Na het einde van de Tweede Wereldoorlog traden geen nieuwe grote toneelschrijvers naar voren, hoewel enkele belangrijke romanschrijvers, onder wie Hans Christian Branner, ook het dramagenre bleven beoefenen.
Tot de vooraanstaande auteurs van na 1945 behoren:
- Tove Ditlevsen (1917-1976), dichteres, verhaal- en romanschrijver en essayist, en een van de meest gelezen vrouwelijke schrijvers in Denemarken. Het overgrote deel van haar werk bestaat uit autofictie. Met name haar directe stijl en de eerlijke beschrijvingen van haar jeugd in de sloppenwijken van Kopenhagen maakten haar al in de jaren veertig populair. In 1976 maakte ze een einde aan haar leven. Tot haar meest gelezen werken behoren de memoires Barndommens Gade (1943), Det tidlige forår (1969) en de Kopenhagen Trilogie, bestaande uit Barndom (Kindertijd), 1967, Ungdom (Jeugd), 1967 en Gift (Afhankelijkheid), 1971). Laatstgenoemde trilogie werd, pas bijna een halve eeuw na haar dood, in het Nederlands vertaald. Haar poëzie spreekt veel lezers aan door de onverbloemde gevoelsuitingen, maar gold tijdens haar leven niet als baanbrekend naar het oordeel van de literatuurkritiek.
- Leif Panduro (1923-1977), schrijver van romans en toneelwerk met een overwegend satirische en maatschappijkritische inslag. Titels als Av, min guldtand (Au, mijn gouden tand) uit 1957 en Rend mig i traditionerne (Hoepel op met je tradities) uit 1958 kregen een cultstatus.
- Benny Andersen (1929-2018), de populairste dichter van Denemarken, gemeten naar het aantal verkochte exemplaren. Van zijn Samlede dikte (1998) zijn meer dan 100.000 exemplaren verkocht en zijn poëzie is in meer dan twintig talen vertaald. Andersen was ook muzikant en schreef romans en jeugdboeken.
- Jørn Riel (1931-2023), vooral bekend door een thematiek die in veel van zijn boeken geënt is op Groenland, waar hij zestien jaar woonde. Later trok hij naar veel andere landen, waaronder Maleisië, waar hij stierf. Zijn roman Før Morgendagen speelt zich af onder Inuit en werd in 2008 verfilmd als Le jour avant le lendemain.
- Klaus Rifbjerg (1931-2015), auteur van meer dan 200 boektitels: romans, dichtbundels, korte verhalen, toneelstukken, tv- en filmscripts. Een van zijn meest gelezen romans is De chronische onschuld (1958) over een generatie die problemen ondervond met zowel persoonlijke ontwikkeling als seksualiteit. De roman, die als een Deense klassieker wordt beschouwd, was zijn eerste werk met de puberteit als een bij hem veel voorkomend thema. Hiermee creëerde Rifbjerg een beeld van zichzelf als een provocerende en 'schandalige' schrijver. Als dichter was Rifbjerg een voorvechter van het literaire modernisme, met spraakmakende bundels als Konfrontation (1960) en Camouflage (1961). Als hoofdredacteur van de grote uitgeverij Gyldendal was hij een centrale spil in de Deense literaire wereld.
- Jane Aamund (1936-2019), wier populariteit vooral voortkomt uit haar openhartige autobiografische werk, dat in de jaren negentig veel lezers trok. Haar doorbraak kwam in 1989 met Klinkevals, dat uitgroeide tot een trilogie met als volgende delen Juliane Jensen en Oven Vande (1997). In Den grønne port (1998) beschrijft ze de kindertijd in het Kopenhagen van de Duitse bezetting en de naoorlogse jaren. 'Den hvide verden (2000) is te beschouwen als het "volwassen" vervolg daarop.
- Anders Bodelsen (1937-2021), auteur van thrillers die zich afspelen in een middenklasse-omgeving en zich richten op de negatieve aspecten van de consumptiemaatschappij.
- Christian Kampmann (1939-1988), vooral gericht op de 'hogere klasse' in het naoorlogse Denemarken. De romanreeks over de familie Gregersen uit de jaren zeventig geldt als een belangrijk werk.
- Svend Aage Madsen (1939), die in zijn romans graag realisme met fantasie combineert.
- Dea Trier Mørch (1941-2001), die in 1976 internationale erkenning verwierf met de roman Winterkinderen over de zorgen en problemen van vrouwen rond de bevalling.
- Suzanne Brøgger (1944), die in 1973 debuteerde met de essaybundel Fri os fra kærligheden (Bevrijd ons van de liefde), waarmee direct internationaal succes behaalde met haar kritiek op de westerse levenswijze. Creme Fraiche betekende haar doorbraak in de Deense literatuur. Veel van haar werk is als autofictie te beschouwen en verwerkt ervaringen die ze in haar vroege jeugd opdeed toen ze met haar ouders in Sri Lanka en Thailand woonde. Een van haar hoofdwerken is Jadekatten, een familiesage. Daarin beschrijft ze niet alleen hoe haar Joodse familie van Polen naar Denemarken trok, maar ze rekent ook af met haar moeder.
- Dan Turèll (1946-1993), een zeer productief schrijver. Hij schreef een reeks van twaalf misdaadromans, waaronder Murder in the Dark (1981) en Murder in San Francisco (1990). Hij schreef ook een gepassioneerde autobiografie, Captured Images (1975), dichtbundels, essays, krantencolumns, enz.
- Leif Davidsen (1950), schrijver van vooral thrillers die politiek en spionage in Oost-Europa combineren. Hij publiceerde zijn eerste boek in 1984. De romans The Russian Singer (1988), The Serbian Danes (1996) en Lime's Image (1998) werden verfilmd.
- De veelgelezen Bjarne Reuter (1950), zeer productief en populair, vooral in kinderliteratuur. Verschillende van zijn verhalen zijn verfilmd, bijvoorbeeld Zappa (1977), Busters World (1979) en The Boys from Sankt Petri. Het merendeel van zijn boeken speelt zich af in het Kopenhagen van de jaren vijftig en zestig, vooral in Brønshøj.
- Jussi Adler-Olsen (1950), sinds 1997 een bestsellerauteur met zijn eerste roman The Alphabet House. Die werd gevolgd door veelgelezen thrillers, waaronder de reeks rond Afdeling Q zoals Flaskepost fra P (2009).
- Peter Høeg (1957) die in 1988 zijn literaire carrière begon met de roman Imagination of the Twentieth Century , waarin kleurrijke personages de ontwikkeling van Denemarken tot de moderne verzorgingsstaat meemaken. Smilla's gevoel voor sneeuw (1992) bezorgde hem een doorbraak. Het werd in 1997 verfilmd en gaat over de Groenlandse Smilla, die probeert het mysterie op te lossen achter de dood van een kleine jongen als gevolg van een val van een dak in de sneeuw beneden. Andere titels van Høeg zijn De misschien passende (1994), De vrouw en de aap (1996) en Den stille pige uit 2007 (in het Nederlands vertaald als De stilte en het meisje).
- Jens Christian Grøndahl (1959), die zijn literaire carrière in 1985 begon met romans geschreven in de ietwat gecompliceerde stijl van de Franse nouveau roman. Zijn doorbraak kwam in 1998 met de meer traditioneel opgebouwde roman Lucca, die een veel algemenere aantrekkingskracht had. Met name het psychologische inzicht van Grøndahl in liefdesrelaties tussen mensen met verschillende achtergronden heeft ertoe bijgedragen dat hij een van de meest gewaardeerde moderne schrijvers in Denemarken is geworden.
- Christian Jungersen (1962), die in zowel Denemarken als het buitenland op de bestsellerlijsten stond met zijn romans Krat, Undtagelsen en Du vårder. Deze realistische romans richten zich op de nuances van het psychologische spel tussen de weinige hoofdrolspelers. Bovendien zijn ze geschreven in zeer verschillende stijlen. Alle drie romans wonnen literatuurprijzen en Undtagelsen werd eerste toen de lezers van het dagblad Berlingske in de periode 2000-2009 stemden voor de beste Deense roman.
- Jakob Ejersbo (1968-2008), die al de novellenbundel Superego op zijn naam had toen hij in 2002 doorbrak met de roman Nordkraft. Kort voor zijn dood voltooide hij de Afrika-trilogie (bestaande uit Eksil, Revolution en Liberty, en gebaseerd op zijn opvoeding in Tanzania), waarin hij zich concentreerde op de eerste levensbehoeften en verlangens in het menselijk leven.
- Jakob Weis (1970), schrijver van toneelstukken en filmscenario's. Zijn werk werd diverse malen bekroond: zo ontving hij driemaal de Reumert-toneelprijs als "Dramaschrijver van het jaar": in 2007 voor Helmer hardcore en Handbook in survival, in 2011 voor Usslet Hornsleth en in 2017 voor Hamlet in absentia, waarvoor hem ook de Danske Dramatikeres Hæderspris werd toegekend. Zijn spraakmakende theaterstuk Toves værelse ("De kamer van Tove") uit 2016 is gebaseerd op het vechthuwelijk van Tove Ditlevsen zoals ze dat in haar boeken beschreef. Het werd in 2023 verfilmd en Weis zelf werkte zijn toneeltekst om tot filmscript. Ook in een toneelstuk als Bang og Betty (2021) dramatiseert Weis gebeurtenissen uit de Deense literatuurgeschiedenis.